# Mucor gigasporus
Mucor gigasporus är en svampart som beskrevs av G.Q. Chen & R.Y. Zheng 1987. Mucor gigasporus ingår i släktet Mucor och familjen Mucoraceae.   Inga underarter finns listade i Catalogue of Life.